# 646
Раннє Середньовіччя. Триває чума Юстиніана. У Східній Римській імперії продовжується правління Константа II. Значну частину візантійських земель захопили араби. Частина території Італії належить Візантії, на решті лежить Лангобардське королівство. Франкське королівство розділене між синами Дагоберта I. Іберію займає Вестготське королівство. В Англії триває період гептархії. Авари та слов'яни утвердилися на Балканах. Центр Аварського каганату лежить у Паннонії. У Моравії утворилася перша слов'янська держава Само.
У Китаї триває правління династії Тан. Індія роздроблена. В Японії триває період Ямато. У Персії династія Сассанідів доживає свої останні дні під тиском арабів. Арабський халіфат відвоював значні території у Візантії та Персії. У степах над Азовським морем утворилася Велика Булгарія.
На території лісостепової України в VII столітті виділяють пеньківську й празьку археологічні культури. У VII столітті продовжилося швидке розселення слов'ян. У Північному Причорномор'ї співіснують різні кочові племена, зокрема кутригури, утигури, булгари, алани, авари, тюрки.

## Події
- Араби знову захопили Александрію. Завершилася 1000-річна історія елліністичного Єгипту.
- Екзарх Карфагена Григорій підняв повстання проти візантійського імператора Константа II.
- Оголошення імператорського едикту «Оновлення Тайка». Початок політико-соціальних реформ у Японії.